# Salih Safvet Bašić
Salih Safvet Bašić (v osobních dokumentech 11. června 1873/na náhrobku 1886 Duvno, dnes Tomislavgrad, Bosna a Hercegovina – 1948 Duvno, Federativní lidová republika Jugoslávie) byl bosenskohercegovský islámský duchovní a pedagog bosňáckého původu.

## Životopis
Narodil se do vážené a bohaté obchodnické rodiny. Mekteb a základní školu navštěvoval v Duvnu, střední školu (1904) a filozofickou fakultu v Istanbulu. Po studiích se jistý čas živil jako učitel v istanbulské střední škole (Mekteb-i Saadet), kde přednášel oriantalistiku a náboženství, nakonec se ale roku 1910 vrátil do vlasti a zde působil jako obchodník. Mezi lety 1908 a 1910 v osmanské metropoli veřejně protestoval proti rakousko-uherské anexi Bosny a Hercegoviny a za své nesmlouvavé postoje byl stíhán.
Bašić se roku 1912 v Sarajevu podílel na založení Sdružení bosensko-hercegovské ‘ilmijje (Udruženje bosansko-hercegovačke ilmijje), stavovské organizace islámských duchovních. Sám byl zvolen do jeho správního výboru. V této době začal publikovat v tiskovém orgánu sdružení, listu Misbah (v letech 1912–1914 coby Jenji misbah).
Roku 1915, aby se vyhnul narukování na vojnu, přijal místo učitele v Šarí‘atské soudní škole (honorárně 28. října 1915–7. května 1916, pak řádně 8. května 1916–8. dubna 1937). V tomto školském zařízení pak setrval až do jeho uzavření roku 1937.
Po nuceném odchodu Ibrahim-efendiji Maglajliće z postu reisu-l-ulemy, nejvyššího duchovního představitele Islámského společenství v Jugoslávii, od roku 1936 vykonával funkci prvního náměstka, náiba. Neformálním představitelům islámské obce se stal i přesto, že neměl tradiční islámské vzdělání. Roku 1938 pak byl jmenován novým reisu-l-ulemou Fehim-efendija Spaho, taktéž člověk bez klasického islámského vzdělání. Spaho však roku 1942 nečekaně zemřel a volba nového pohlavára za válečných okolností nepřicházela v úvahu. Bašić se tak znovu ujal nejvyšší duchovní funkce, avšak dočasné řešení se nakonec protáhlo až do poválečného roku 1947, kdy byl jmenován za reisa Ibrahim-efendija Fejić. Během války dovedně lavíroval mezi fašistickou mocí Nezávislého státu Chorvatsko a komunistickými partyzány, kteří nakonec roku 1945 převzali veškerou moc v zemi. Roku 1947 odešel na odpočinek do rodného Duvna, kde nedlouho poté zemřel.
Bašić byl znalcem orientálních jazyků, literatur a dějin.

## Dílo
- Kratak pogled na razvoj šeriatskog prava; Nešto iz povijesti razvoja Ilmi-kelama (Stručný přehled rozvoje šarí‘atského práva, Střípky z dějin rozvoje ʿIlm al-Kalám, Zagreb–Sarajevo 1943), původně v čsp. Glasnik Islamske vjerske zajednice Nezavisne Države Hrvatske Zemského muzea v Sarajevu